# Adobe Flash
Adobe Flash [əˈdoʊbi ˈflæʃ] (vormals Macromedia Flash und Shockwave Flash, Dateiendung .swf) ist eine Software-Plattform und Dateiformat zur Programmierung und Darstellung multimedialer und interaktiver Inhalte. Die wichtigste Software zur Darstellung von Flash-Inhalten ist der Adobe Flash Player. Ende 2020 beendete Adobe den Vertrieb und die Aktualisierung des Flash Players.
Flash ermöglicht es, Vektorgrafiken, Rastergrafiken und Videoclips darzustellen, zu animieren und zu manipulieren. Es unterstützt das bidirektionale Streaming von Audio- und Videoinhalten und ab 2011 die Darstellung von 3D-Inhalten.

## Einsatzgebiete
Aufgrund seiner multimedialen Möglichkeiten wurden Flash häufig genutzt, um Video- oder Sounddateien auszuliefern. Da diese Formate meist größere Datenvolumen beanspruchten, wurden in Flash sogenannte Preloader eingesetzt, die einen Teil oder den ganzen Film zwischenspeichern konnten. Flash konnte Medieninhalte jedoch auch streamen, sodass Medien gleichzeitig geladen und abgespielt werden konnten. Um Videos oder Sounddateien über das Internet zu streamen, wurde das Real Time Messaging Protocol benutzt. Für hochauflösende Filme bot Flash ab Version 9.0 einen H.264-Codec an. Sounddateien konnten mit grundlegenden Funktionen bearbeitet oder über einen integrierten steuerbaren Equalizer wiedergegeben werden.

### Internet
Adobe Flash fand als Bestandteil von Websites Anwendung, zum Beispiel als Intro, Werbebanner, Menü, Spiel, als Videoplayer oder als Basis der Website selbst. Zur Wiedergabe der im SWF-Dateiformat veröffentlichten Inhalte wurde eine Software benötigt, die üblicherweise mit Hilfe einer Programmierschnittstelle (API) als Plug-in in den Webbrowser aufgenommen wurde. Je nach Plattform waren dazu meist mehrere Webbrowser-Plugins verfügbar, jedoch war der proprietäre und kostenlos verfügbare Adobe Flash Player als nahezu Standard das am weitesten verbreitete Webbrowser-Plugin und für fast alle verbreiteten Desktop-Betriebssysteme erhältlich.
Im August 2020 wurde Flash laut Umfragen nur noch von 2,5 % aller Websites verwendet.

### Interaktive Inhalte (Adobe Integrated Runtime)
Die Adobe Integrated Runtime (AIR) ermöglichte es, Flash zu „AIR“-Anwendungen mit integrierter Laufzeitumgebung zu bündeln, die wie Desktop-Programme installiert und ausgeführt wurden. AIR konkurrierte als plattformübergreifend verfügbare Laufzeitumgebung mit der Java Virtual Machine und mit klassischen Desktop-Anwendungen. Mit Adobe Integrated Runtime und Apache Flex rückte neben Produktion und Wiedergabe von Website-Inhalten auch die Entwicklung von Rich Internet Applications und Anwendungen im Desktop-Internet-Gemischtbetrieb in den Vordergrund.
Mit Version 4 wurde Adobe Flash um ActionScript und damit um eine Steuerungsmöglichkeit erweitert. Es erlaubte seitdem die Erstellung interaktiver Inhalte und die Programmierung browserbasierter Anwendungen. Diese Kombination ermöglichte interaktive Präsentationen, zum Beispiel Spiele oder Medien im Bereich des E-Learning und Kugelpanoramen.
Die zuvor treffende Bezeichnung „Flash-Film“ für eine SWF-Datei gab diese neuen Entwicklungen im Bereich Spiele oder Rich Internet Applications nicht mehr ausreichend wieder.

#### E-Learning
Das Format erlaubte vielfältige Einsatzgebiete im Bereich des computergestützten Trainings, zum Beispiel die schematische Erläuterung eines Viertaktmotors. Flash wurde auch für multimediale Tutorials eingesetzt, bei denen Bildschirmaktivitäten aufgenommen wurden und anschließend mit Erläuterungen oder Untertiteln versehen werden konnten.

#### Barrierefreiheit
Flash bot Möglichkeiten, barrierefreie Inhalte zu erstellen. Ab der Version MX 2004 wurde die Kompatibilität zu textbasierten Browsern stark verbessert. Auch Optionen für eine bessere Suchmaschinenindizierung waren vorhanden, etabliert hatte sich jedoch die Variante, Textinhalte aus einer XML-Datei zu laden und diese den Webcrawlern der Suchmaschinen außerhalb von Flash zur Verfügung zu stellen. Grafiken und Animationen wurden von Flash nicht textbasiert oder barrierefrei ausgegeben; gewöhnlich wurde hier eine sorgfältig bearbeitete Vertonung eingesetzt.
Eine 64-Bit-Version wurde im November 2008 für Linux als Alpha-Version veröffentlicht, die jedoch noch nicht alle Features unterstützte. Im Februar 2009 wurde diese Version erneuert. Mit der Version 11.0 des Flash Players wurde erstmals eine finale native 64-Bit-Version für alle Betriebssysteme veröffentlicht.
Der Zugriff auf Flash-Inhalte mit Hilfe von Bildschirmleseprogrammen war nur unter Windows möglich.

#### Spiele
Die Formate wurden im Internet auch zur Verbreitung von Flash-basierten Browsergames benutzt. Diese Computerspiele hatten sich mit mehreren Millionen Usern etabliert. Bis zur Einführung der Version 11 waren diese Spiele hauptsächlich im 2D-Bereich angesiedelt und reizten die zur Verfügung stehenden Möglichkeiten mit Sound, Raster- und Vektorgrafiken, und den Eingabemöglichkeiten über Tastatur und Maus, seltener auch Mikrofone und Webcam aus.
Seit der Einführung der Version 11 des Flash Players integrierte die Plattform die Stage3D-API (Codename „Molehill“), mit der sich dreidimensionale Inhalte in Flash darstellen ließen. 3D-Präsentationen wurden hardwarebeschleunigt über DirectX (Windows) oder OpenGL (Linux), oder in Software ausgeführt.
Flash-Spielen im Vollbildmodus standen nur ein sehr eingeschränkter Funktionsumfang der Tastatur zur Verfügung, die lediglich die Pfeiltasten und die Leertaste umfassten. Diese Beschränkung hatte Adobe Flash aus Sicherheitsgründen eingeführt. Die Stage3D-API stand ebenfalls in Konkurrenz zu dem offenen Standard WebGL.
Mit der Version 11.8 wurde die Stage3D-API um Touchscreenfunktionen erweitert, sodass sich 3D-Browsergames auch auf Handys oder Tablets spielen ließen.

## SWF-Dateiformat
Das Kürzel SWF stand ursprünglich für Shockwave Flash und wurde später zu Small Web Format umbenannt, um Verwechslungen mit Shockwave zu vermeiden. Unter dem Namen Shockwave vermarktete der damalige Hersteller Macromedia nicht nur Flash, sondern auch eine um 3D-Funktionen, eine objektorientierte Sprache und um andere Features erweiterte Variante, die mit Adobe Director produziert werden konnte. Während das „Shockwave“-Format von Anfang an für eine rechenintensive Nutzung konzipiert war, sollte mit dem Webbrowserplugin Flash ein Präsentationsformat geschaffen werden, das der Universalität des Internets in Bezug auf Hardwareausstattung und Bandbreite entsprach.
Das proprietäre SWF-Format war das Format, in dem jedes Flash-basierte Projekt ausgeliefert wurde, und enthielt die fertige Produktion in komprimierter, binärer Form. Die Spezifikation dieses Formates wurde von Adobe veröffentlicht, ist jedoch kein offener Standard. SWF-Daten waren auch Teile von AIR-Anwendungen, die auf dem Betriebssystem ausgeführt wurden, und das Ausgabeformat für Projekte in Apache Flex.

### Integrierbare Formate
Bis zuletzt stützte sich das SWF-Format auf selbstbeschriebene Vektorgrafiken und Animationen, konnte schließlich jedoch auch die gebräuchlichsten Rastergrafik-Bildformate wie JPG oder PNG und Videoformate wie MOV, AVI oder MPEG integrieren. Ebenfalls verwendet wurden Audioformate wie WAV oder MP3. Der Einsatz von Flash als Basis für Media Player im Internet ging von Adobes entwickeltem Flash-Video-Format aus und ermöglichte die qualitativ höherwertige Übertragung von Videoclips in Flash und später auch die Übertragung in High Definition durch den H.264-Standard. Die Video-Erweiterung von HTML5 wurde geschaffen, um Videos im World Wide Web auf einen offenen, frei zugänglichen Standard zu stützen, und konkurriert mit Adobe Flash als eingesetzte Plattform für das Abspielen von Videoclips.

### Erzeugung von Flash-Anwendungen
Zahlreiche Programme konnten SWF-Dateien erzeugen.
Die mit dem Autorenwerkzeug Adobe Flash erstellten Quelldateien (FLA-Dateien) wurden in SWF-Dateien kompiliert (übersetzt) und dabei auf Wunsch komprimiert, um anschließend auf einen Webserver abgelegt zu werden. Die kompilierten SWF-Dateien wurden beim Endbenutzer im Webbrowser geladen und durch den Flash Player angezeigt. Sie konnten in dieser Form nicht mehr einfach verändert werden.
Der Adobe Flash Builder und die quelloffene Alternative FlashDevelop erzeugten mit Hilfe des Flex-SDK SWF-Dateien für Anwendungen, die zu einem überwiegenden Teil programmiert wurden. FlashDevelop beherrschte auch die Kompilierung von Haxe-Projekten. Der Flash Builder bot die Erstellung von Flash-, Flex- und AIR-Anwendungen an, die ausschließlich mit ActionScript programmiert wurden, und bot zusätzlich einen GUI-Designer für Flex- und AIR-Anwendungen.
SWF-Dateien konnten auch durch die Prototypsoftware Flash Catalyst erzeugt werden.

## Flash Player

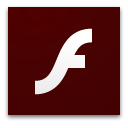
Logo des Flash Players

Der Flash Player war eine ursprünglich von Macromedia entwickelte und von Adobe übernommene Softwarekomponente. Mit der Entwicklungsumgebung Adobe Flash erzeugte SWF-Dateien wurden mit dem Flash Player in Browsern und auf Betriebssystemen in einer separat ausführbaren Programmdatei dargestellt, dem Projektor. Browser banden den Flash Player als Add-on ein, z. B. beim Internet Explorer durch ActiveX. Der Flash Player selbst war jedoch separat auf dem Betriebssystem installiert. Der unter Windows allein ausführbare Flash Player war wiederum in der Lage, aus geöffneten SWF-Dateien ausführbare Dateien zu erstellen, die als Projektordatei ohne zusätzliche Installation des Flash Players auf dem Betriebssystem lauffähig waren.
Unter Windows handelte es sich bei den verschiedenen Browsern um die gleiche Komponentendatei. Flash unterlag generell nicht den für Browser üblichen Abweichungen in den Standards und wurde auf allen Systemen gleich dargestellt, sofern die Hardwarekonfiguration dies nicht z. B. durch eine geringe Farbtiefe des Monitors beschränkte. Sofern die verwendeten Schriftarten es zuließen, konnten sie beim Authoring des Flashfilms zusätzlich eingebettet werden, sodass auch die Textdarstellung nicht von den Schriftarten abhängig war, die auf dem Endsystem installiert waren. Für Entwickler gab es eine spezielle Version des Flash Players, der sich unterbrechen ließ, um SWF-Inhalte debuggen zu können.
Zur Darstellung von Flash-Inhalten auf mobilen Geräten (Tablets, Mobiltelefone usw.) gab es den Flash Lite-Player. Dieser Player verursachte eine geringere Prozessorlast, reduzierte die Inhalte aber auch auf wesentliche Bestandteile.

### Skalierung
Ohne besondere Programmierung passt sich der im Flash Player wiedergegebene Film der gegebenen Größe an. Inhalte wurden im relativen Verhältnis zur Auflösung des Films mitskaliert, wodurch bei der Darstellung von Bitmaps Qualitätseinbußen sichtbar werden konnten. Das Seitenverhältnis der Bühne wurde stets beibehalten. Ein Flash-Film konnte jedoch auch so programmiert werden, dass sich die Inhalte im Film ohne Skalierung auf der größeren Fläche neu verteilen. Flex-Anwendungen, die im Flash Player ausgeführt wurden, skalierten Komponenten mit einer relativen Höhen- und Breitenangabe im Verhältnis zur Auflösung des Flash Players. Ein weiteres Feature war das neunteilige Segmentraster, das die proportionierte Skalierung von Bitmaps ermöglicht.
Die Skalierung von Flash-Filmen hatte neue Bedeutung erhalten, seitdem Flash-Filme die Möglichkeit zur Vollbilddarstellung, also der Wiedergabe über den gesamten Bildschirm, boten.

### Layouttreue und fest definierter Funktionsumfang
Bei Verwendung von HTML/CSS/JavaScript ist der Entwickler darauf angewiesen, dass der Webbrowser des Nutzers die verwendeten Elemente unterstützt, fehlerfrei interpretiert und richtig darstellt. Dies führt oft dazu, dass Webseiten in verschiedenen Browsern und bei verschiedenen Einstellungen unterschiedlich angezeigt werden. Dies macht umfangreiche Tests nötig, in denen der Webdesigner seine Seiten in verschiedenen Browsern unter verschiedenen Betriebssystemen und mit unterschiedlichen Einstellungen testen muss.
Im Gegensatz dazu spielten beim proprietären Flash-Format Alternativen zum Adobe Flash Player praktisch keine Rolle. Damit war die Umsetzung des ohnehin exakter definierten Formats praktisch immer gleich. Dies ermöglichte präzises Layout (pixelgenau, inklusive Einbettung von Schriften, Effekten usw.) nach den Vorstellungen des Autors.
Umgekehrt hatte dies zum Nachteil, dass viele Flashseiten nur für eine bestimmte Bildschirmgröße konzipiert wurden und auf kleinen Bildschirmen nahezu unbenutzbar wurden. Flash bot jedoch (ähnlich wie die verschiedenen Mediatypen in CSS) die Möglichkeit, für verschiedene Gerätetypen (Computer, Handy, Fernseher usw.) verschiedene, für das jeweilige Ausgabemedium optimierte Versionen der Flash-Inhalte anzubieten.

### Installation
Unter Windows wurde mindestens ab Version 11 die Antivirussoftware McAfee Security Scan Plus automatisch mitinstalliert, wenn diese Option nicht vor dem Herunterladen explizit abgewählt wurde.

### Versionen
Die folgende Tabelle enthält die wichtigsten Versionen des Adobe Flash Players.
| Name                                                                                           | Versionszweig   | Version      | Veröffentlichung | Anmerkungen |
| ---------------------------------------------------------------------------------------------- | --------------- | ------------ | ---------------- | --- |
| Macromedia Flash Player 7                                                                      | 7.0             | 7.0.14.0     | September 2003   | Letzte Version mit Support für klassisches MacOS (bis Version 9), Windows 95, Windows NT 4.0, Red Hat Enterprise Linux WS v.3 & Red Hat Linux 9, Sun Java Desktop System 1.0 |
| Macromedia Flash Player 8                                                                      | 8.0             | 8.0.22.0     | August 2005      | |
| Adobe Flash 9                                                                                  | 9.0             | 9.0.115.0    | Dezember 2007    | Letzte Version mit Support für Mac OS X 10.1, 10.2 und 10.3, Windows 98 und Me, Red Hat 3&4, Novell SUSE 9.x or 10.1. |
| Adobe Flash 10                                                                                 | 10.0            | 10.0.12.36   | Oktober 2008     | |
| Adobe Flash 10                                                                                 | 10.3 / ESR      | 10.3.183.90  | 11. Juni 2013    | Letzte Version des (seit 12. Mai 2011 als ESR fungierenden) Extended Support Release-Zweiges bis zur Ablösung durch Version 11.7 im Juli 2013. |
| Adobe Flash 10                                                                                 | 10.3 (Mac only) | 10.3.183.90  | 9. Juli 2013     | Letzte Version für Mac OS X Leopard. |
| Adobe Flash 11                                                                                 | 11.1            | 11.1.102.55  | 11. Okt. 2011    | Letzte Version mit Support für Windows 2000. |
| Adobe Flash 11                                                                                 | 11.2            | 11.2.202.644 | 8. Nov. 2016     | Version für Firefox unter Linux mit NPAPI („Netscape-Plugin“-API); Browser mit PPAPI („Pepper-Plugin“-API) siehe Version 19 ff. |
| Adobe Flash 11                                                                                 | 11.7 / ESR      | 11.7.700.279 | 28. Apr. 2014    | Letzte Version des (seit Juli 2013 als ESR fungierenden) Extended Support Release-Zweiges bis zur Ablösung durch Version 13 im Mai 2014. |
| Adobe Flash 12                                                                                 | 12.0            | 12.0.0.77    | 11. März 2014    | |
| Adobe Flash 13                                                                                 | 13.0 / ESR      | 13.0.0.309   | 16. Juli 2015    | Letzte Version des (seit April 2013 verfügbaren, seit Mai 2014 als ESR fungierenden) Extended Support Release-Zweiges bis zur Ablösung durch Version 18 im Oktober 2015. |
| Adobe Flash 13                                                                                 | 13.0            | 13.0.0.244   | 9. Sep. 2014     | Version 13.0.0.201 wurde nur für Mac veröffentlicht. |
| Adobe Flash 14                                                                                 | 14.0            | 14.0.0.176   | 12. Aug. 2014    | Letzte 14er-Version für Internet Explorer unter Windows. |
| Adobe Flash 14                                                                                 | 14.0            | 14.0.0.179   | 12. Aug. 2014    | Letzte 14er-Version für Firefox, Opera, Chrome etc. unter Windows und OS X. |
| Adobe Flash 15                                                                                 | 15.0            | 15.0.0.246   | 9. Dez. 2014     | Letzte 15er-Version für Internet Explorer unter Windows sowie für Firefox, Opera, Chrome etc. unter Windows und OS X. |
| Adobe Flash 16                                                                                 | 16.0            | 16.0.0.305   | 5. Feb. 2015     | Letzte 16er-Version. |
| Adobe Flash 17                                                                                 | 17.0            | 17.0.0.191   | 8. Juli 2015     | Letzte 17er-Version. |
| Adobe Flash 18                                                                                 | 18.0 / ESR      | 18.0.0.343   | 7. Apr. 2016     | Letzte Version des als Extended Support Release fungierenden Zweiges mit NPAPI („Netscape-Plugin“-API) für Internet Explorer sowie für Firefox, Opera 12.17 etc. unter Windows und OS X; unterstützt nicht die neuesten Versionen der Chromium-basierten Browser mit PPAPI („Pepper-Plugin“-API) |
| Adobe Flash 19                                                                                 | 19.0            | 19.0.0.245   | 10. Nov. 2015    | Letzte 19er-Version für Internet Explorer sowie für Firefox, Opera 15 ff., Chrome etc. unter Windows und OS X; notwendig für Chrome, Opera 15 ff. und Vivaldi, auch unter Linux, wegen Aufgabe der NPAPI unter Chromium                                                                          |
| Adobe Flash 20                                                                                 | 20.0            | 20.0.0.306   | 9. Feb. 2016     | Letzte 20er-Version. |
| Adobe Flash 21                                                                                 | 21.0            | 21.0.0.213   | 7. Apr. 2016     | Letzte 21er-Version. |
| Adobe Flash 22                                                                                 | 22.0            | 22.0.0.209   | 12. Juli 2016    | Letzte 22er-Version für die Browser Internet Explorer (ab Version 8.0) bzw. Microsoft Edge, Firefox, Chrome oder Opera unter Windows und OS X sowie Safari. Für Vivaldi kann die Version für Chrome/Opera verwendet werden.                                                                      |
| Adobe Flash 23                                                                                 | 23.0            | 23.0.0.207   | 8. Nov. 2016     | Letzte 23er-Version. |
| Adobe Flash 24                                                                                 | 24.0            | 24.0.0.221   | 14. Feb. 2017    | Letzte 24er-Version. |
| Adobe Flash 25                                                                                 | 25.0            | 25.0.0.171   | 9. Mai 2017      | Letzte 25er-Version. |
| Adobe Flash 26                                                                                 | 26.0            | 26.0.0.151   | 8. Aug. 2017     | Letzte 26er-Version; Versionshinweise für Flash Player 26 und AIR 26. |
| Adobe Flash 27                                                                                 | 27.0            | 27.0.0.…     | 14. Nov. 2017    | Letzte 27er-Version; Versionshinweise für Flash Player 27 und AIR 27. |
| Adobe Flash 28                                                                                 | 28.0            | 28.0.0.…     | 6. Feb. 2018     | Letzte 28er-Version; Versionshinweise für Flash Player 28 und AIR 28. |
| Adobe Flash 29                                                                                 | 29.0            | 29.0.0.…     | 8. Mai 2018      | Letzte 29er-Version: Versionshinweise für Flash Player 29 und AIR 29. |
| Adobe Flash 30                                                                                 | 30.0            | 30.0.0.…     | 14. Aug. 2018    | Letzte 30er-Version; Versionshinweise für Flash Player 30 und AIR 30. |
| Adobe Flash 31                                                                                 | 31.0            | 31.0.0.…     | 20. Nov. 2018    | Letzte 31er-Version; Versionshinweise für Flash Player 31 und AIR 31. |
| Adobe Flash 32                                                                                 | 32.0            | 32.0.0.465   | 8. Dez. 2020     | Letzte 32er-Version; Versionshinweise für Flash Player 32 und AIR 32: Flash Player wird ab dem 1. Januar 2021 nicht mehr von Adobe unterstützt. |
| Legende:Ältere Version; nicht mehr unterstütztÄltere Version; noch unterstütztAktuelle Version |                 |              |                  | |

### Lizenzbedingungen
Der Hersteller Adobe forderte bei der Installation die Zustimmung per Mausklick („Vertrag durch Handlung“) zu den Lizenzbedingungen. Diese wurden mittels einer URL zu einer PDF-Datei unter anderem in deutscher Sprache veröffentlicht. Das System Flash bestand im Wesentlichen aus zwei Teilen: Dem kostenpflichtige Autorensystem zum Erstellen von Flash-Animationen und dem kostenlosen Wiedergabeteil auf dem jeweiligen Endkundensystem, dem Flash Player.

### Sicherheitslücken
Aufgrund seiner hohen Verbreitung war der Flash Player ein beliebtes Ziel von Cyberkriminellen. In den letzten Jahren seiner Existenz wurden immer wieder z. T. gravierende Sicherheitslücken im Adobe Flash Player gefunden, die dann mittels Sicherheitsupdates geschlossen wurden.
Anfang 2015 wurden zweimal in Folge Schwachstellen bekannt, ohne dass seitens des Herstellers ein entsprechender Patch verfügbar war. Das Risiko wurde dabei so hoch eingeschätzt, dass verschiedene Medien und Browserhersteller zur sofortigen Deaktivierung des Flash Players rieten bzw. diesen automatisch ausschalteten.
Anlässlich der Einstellung der Weiterentwicklung 2020 riet die Stiftung Warentest zur Deinstallation des Flash Players. Warentest resümierte, die immer neuen Sicherheitslücken hätten den Flash Player in Verruf gebracht.

### Deinstallieren von Flash Player
Adobe veröffentlichte eine Beschreibung zur vollständigen Entfernung von Flash Player.

## Geschichte
- 1992: Aus dem Zusammenschluss der Firmen MacroMind und Authorware entstand das Softwareunternehmen Macromedia mit Sitz in San Francisco.
- 1995: Es kam zur Übernahme der Aldus Corporation, die unter anderem die DTP-Software PageMaker und das Grafikprogramm FreeHand entwickelt hatte. Die Firma FutureWave aus San Diego veröffentlichte das vektorbasierte Illustrationsprogramm SmartSketch und ein entsprechendes Plugin, um das Format namens Splash (SPL) im Browser darzustellen. Der Player selbst trug den Namen FutureSplash.
- 1996: Auf der Grundlage von SmartSketch entwickelte FutureWave das Animationsprogramm FutureSplash-Animator, den Vorläufer von Flash. Macromedia übernahm noch im selben Jahr die Firma FutureWave. Die Produkte FutureSplash-Animator und der Player wurden unter dem Namen Flash und Shockwave Flash Player weiterentwickelt.
- 1997: Flash Version 1 wurde von Macromedia veröffentlicht. Der Shockwave Flash Player wurde entsprechend mitgeliefert. Die Einbindung von Audio- und Rastergrafikformaten wurde integriert.
 Noch im selben Jahr erschien die Flash-Version 2 und ein erweiterter Shockwave Flash Player. Die Rastergrafikeinbindung wurde wesentlich verbessert, und dem Entwickler standen neue Aktionen zur Verfügung. Mit diesen ließen sich einfache Interaktionen umsetzen.
- 1998: Flash Version 3 wurde veröffentlicht und enthielt bereits einen erweiterten Befehlssatz. Die Interaktionsmöglichkeiten wurden gegenüber den Versionen 1 und 2 stark erweitert. Nun ließen sich Aktionen auf Schlüsselbilder und Bilder zuweisen. Zusätzlich wurde das Testen von Flash-Projekten während der Entwicklungsphase durch den in die Entwicklungsumgebung integrierten Player wesentlich erleichtert.
- 1999: Die in diesem Jahr veröffentlichte Flash Version 4 enthielt weitgehende Verbesserungen der nun integrierten Programmiersprache ActionScript; es wurden Kontrollstrukturen wie bedingte Anweisungen und Verzweigungen und Schleifen implementiert und damit die Anwendungsmöglichkeiten erweitert; Erste Spiele sowie Anwendungen für E-Learning oder Verarbeitung und Darstellung von Point-of-Interest-Daten wurden entwickelt. Die Implementierung von Eingabefeldern ermöglichte es, Formulare zu erstellen und die eingegebenen Daten über CGI zu verarbeiten, um zum Beispiel Webseiten dynamisch zu generieren.
- 2000: Im Sommer veröffentlichte Macromedia die Version 5. ActionScript wurde in dieser Version stark verändert und an den ECMAScript-Standard angepasst, auf dem JavaScript aufbaut. Dadurch soll Entwicklern, die mit anderen Programmiersprachen zu tun hatten, der Einstieg in ActionScript erleichtert werden. Neue Objekte erleichtern die Integration externer Formate, darunter XML. Zusätzliche Hilfsmittel wie der Debugger erleichterten die Fehlersuche in Flash-Projekten.
- 2002: Im März erschien Flash MX (Version 6). Diese Version hatte eine umfangreichere Funktionsbibliothek. Bemerkenswert ist insbesondere die neue Zeichnen-API, die die Erstellung dynamischer Formen erlaubte. Weiterhin enthielt diese Version einen Videocodec und Unterstützung für Unicode. ActionScript entsprach noch mehr dem ECMAScript-Standard. Zusätzlich wurde das Objekt- und Ereignismodell erweitert.
- 2003: Im Oktober erschien Flash MX 2004 und damit ActionScript 2.0. Die integrierte Programmiersprache wurde in Version 1.0 (objektbasiert) und 2.0 (objektorientiert) geteilt. Darüber hinaus ließ sich die Flash-API mit Hilfe von Flash-JavaScript komfortabler erweitern und auf die eigenen Bedürfnisse anpassen. Eine weitere Neuerung stellte die Integration zweier neuer Arbeitsweisen dar, Bildschirm- und Formularanwendungen waren in Flash realisierbar.
- 2004: Ende Juli erschien die Aktualisierung von Flash MX 2004 7.1.1 auf 7.2. In dieser Version wurden Stabilitätsprobleme behoben und die Leistung verbessert.
- 2005: Adobe übernahm Macromedia für 3,4 Milliarden US-Dollar. Mitte Juni stellte Adobe dann die „Flash Plattform“ vor, die vor allem Unternehmenskunden adressierte. Am 8. August wurde sie zusammen mit „Studio 8“ Flash Professional 8 vorgestellt. Die deutschsprachige Version wurde im September veröffentlicht, ebenso wie der neue Flash Player 8. Zu den Neuerungen in Flash 8 gehörten: die Möglichkeit Rastergrafiken (bitmaps) zu erzeugen oder zu verändern, Filter wie Gaußscher Weichzeichner, Schlagschatten oder Verzerrung, Blending-Modes wie in Photoshop, Dateiupload, eine neue Text-Engine namens FlashType, Bitmap-Caching, einstellbares Easing, ein neuer Videocodec mit Alphakanal-Unterstützung (On2 VP6), ein stand-alone Video-Encoder mit Stapelverarbeitung, sowie eine verbesserte Programmoberfläche. Am 3. Dezember 2005 schloss Adobe die Akquisition von Macromedia ab. Zunächst führt Adobe die Bezeichnung Macromedia Flash für die Produkte weiter. Mit den nächsten Produktzyklen wurden alle Produkte in das Adobe-Namensschema überführt, weshalb die Technologie dann Adobe Flash hieß.
- 2006: Am 27. Juni 2006 erschien der Adobe Flash Player 9 für Windows und Mac OS X. Er enthielt Anpassungen für eine bessere Integration in Adobe Flex 2. Die neue ActionScript-Version 3.0 enthielt E4X und damit eine weitergehende Unterstützung für XML. Die Ausführung der Skripte wurde durch die Einführung eines Just-in-time-Compilers beschleunigt.
- 2007: Am 17. Januar 2007 wurde die Version 9 des Adobe Flash Players für Linux veröffentlicht. Seit 5. Mai 2007 war die nächste Programmversion erhältlich, die den Namen Adobe Flash CS3 trägt. CS steht für Creative Suite und ließ Importe aus Adobe Photoshop und Adobe Illustrator zu.
- 2008: Adobe legt die Spezifikation für Flash offen.[26] Damit war es möglich, dass Suchmaschinen Flash-Dateien komplett durchsuchen können.[27]
 Mitte Oktober erschien zusammen mit Adobe Flash CS4 der Flash Player 10.[28]
- 2010: Am 12. April 2010 erschien Adobe Flash CS5 (deutsche Version) für Windows und Mac.[29] Am 10. Juni 2010 erschien der Flash Player 10.1, der einige Verbesserungen im Bereich Leistung und Stabilität brachte und im Rahmen des Open Screen Project für verschiedene mobile Betriebssysteme verfügbar war.
- 2011: Am 10. April 2011 erschien Adobe Flash CS5.5 für Windows und Mac. Es erschienen 2011 der Adobe Flash Player 10.2 und 10.3. Am 4. Oktober erschien der Flash Player 11, der erstmals eine Version mit nativer 64-Bit-Unterstützung mit sich brachte und die API Stage3D beinhaltete. Am 9. November kündigt Adobe an, die Weiterentwicklung des Flash Players für mobile Endgeräte einzustellen und sich stattdessen auf die Entwicklung des Flash Players für Desktop-Systeme und der Air-Plattform für Mobilgeräte zu konzentrieren.[30]
- 2012: Am 22. Februar 2012 kündigte Adobe an, künftige Versionen des Flash Players unter Linux ausschließlich für den Browser Chrome des Adobe-Partners Google anzubieten.[31]

Am 23. April 2012 veröffentlichte Adobe Flash CS6 Professional als Teil der Creative Suite 6. Das Programm unterstützte u. a. auch die Entwicklung von Assets für HTML5 und sollte zukünftig vermehrt über ein Abonnementsmodell (die sogenannte Adobe Creative Cloud) vertrieben werden. Seit der Flash-Version 11.2 wurden unter Linux keine x86-Prozessoren mit fehlender SSE2-Befehlssatzunterstützung von Flash mehr unterstützt.
 Im Juni 2012 wurde bekannt, dass ab dem 15. August 2012 der Flash Player für Android nicht mehr über Google Play erhältlich sein wird, bestehende Installationen aber weiterhin mit Sicherheitsupdates versorgt werden. Wie bereits 2011 angekündigt, verzichtete Adobe auf die Anpassung des Flash Players an kommende Android-Versionen.
- 2015: Ende 2015 gab Adobe bekannt, dass die Software „Flash Professional“ zur Erstellung von Flash-Inhalten nun unter dem neuen Namen „Animate CC“ vermarktet wird. Das Programm sollte weiterhin das SWF-Format unterstützen.[35] Trotzdem wurde dieser Schritt von manchen Medien als das „Ende“ dieser Technologie interpretiert.[36]
- 2016: Am 31. August 2016 kündigte Adobe an, den Flash Player für Browser mit NPAPI („Netscape-Plugin“-API) (u. a. Firefox) unter Linux wieder mit dem Hauptentwicklungszweig (Windows, Mac) zusammenzuführen, jedoch unter Aussparung einiger neuerer Features. Der Support dieser Programmversion wurde also nicht wie vormals von Adobe geplant 2017 beendet. Damit sollte der Linux-Community entgegengekommen und die Programmsicherheit verbessert werden.[37]
- 2017: Am 25. Juli 2017 gab Adobe das Ende des Flash-Players für 2020 bekannt. Der Flash-Player wird ab 2021 nicht mehr weiterentwickelt und verteilt werden. Als Alternativen gibt Adobe HTML5, WebGL und WebAssembly an.[38]
- 2020: Adobe beendete die Verteilung und Aktualisierung von Flash Player am 31. Dezember 2020.[39]

## Alternativen

### … zur Autorensoftware von Adobe
Ursprünglich war die gleichnamige proprietäre Autorensoftware Adobe Flash die einzige integrierte Entwicklungsumgebung für das Erstellen und Kompilieren jeglicher Flash-Inhalte. Später wurde jedoch vom US-amerikanischen Softwareunternehmen Adobe selbst, von Drittherstellern oder von der unabhängigen Open-Source-Community eine Vielzahl von Programmen veröffentlicht, die die Erstellung von Flash-Inhalten ermöglichten.
Präsentationsprogramme wie Impress der Office-Pakete LibreOffice und Apache OpenOffice oder Keynote boten die Möglichkeit, Präsentationen in das SWF-Format zu exportieren, damit Präsentationen in dieser Form über ein im World Wide Web verbreitetes Format zur Verfügung gestellt werden konnten.
Nach einer erneuten Anpassung der Nutzungsbestimmungen durch Apple durften auch Apps mit Editoren generiert werden, die nicht von Apple stammten. Die seit längerem zur Verfügung stehende Erweiterung für Adobe Flash, Anwendungen für iOS zu exportieren, wurde seitdem wieder von Adobe weiterentwickelt und stand im Authoring-Tool zur Verfügung.
Die Skriptsprache PHP enthielt das Modul Ming zur Generierung von SWF-Dateien mit einfachen Animationen.
Alternative als Plattform für Anwendungen:
- Rich Internet Application
- ActionScript
- Apache Flex
- Ajax

### … zum Flash Player
Auch verschiedene alternative Wiedergabe-Programme verarbeiteten das SWF-Format – zumeist jedoch jeweils ältere SWF-Versionen, da Teile der zu verarbeitenden Dateiformate urheberrechtlich geschützt waren.
- Swfdec wurde zuletzt im Jahr 2008 aktualisiert.
- Gnash unterstützte ActionScript 1.0 und 2.0S (SWF 7.0). Es war für viele Plattformen erhältlich.
- Lightspark unterstützte den Großteil von ActionScript 3.0.
- Shumway ist in JavaScript geschrieben und wurde von Mozilla im Jahr 2012 veröffentlicht. Es war als Plug-in für Firefox erhältlich.[40]
- Ruffle wird aktiv entwickelt.

### … zu Flash als Format
Offene Web-Standards des World Wide Web Consortium (HTML5, Ajax, CSS Level 3) sowie Microsoft Silverlight, OpenLaszlo und JavaFX konkurrierten mit der Adobe-Flash-Plattform im Gebiet der Online-Anwendungen.
Der offene Standard Scalable Vector Graphics (SVG), der teilweise ähnliche Anwendungsfelder wie Flash abdeckt, wird seit etwa 2010 von den meisten Browsern unterstützt. Der Internet Explorer unterstützt SVG ab Version 9 (eingeführt am 15. März 2011). Die Software Gordon kann z. B. SWF-Dateien mit JavaScript in SVG konvertieren und erlaubt das Abspielen von Flash-Animationen mit den eingebauten Funktionen eines Browsers.
Standards im Web für die Darstellung animierter Inhalte gewinnen durch die zunehmende Verbreitung von JavaScript-Bibliotheken wie jQuery und die Einführung des <canvas> Elementes in HTML5 sowie der entsprechenden Programmierschnittstelle als Alternativen an Bedeutung. Mit WebGL besteht ein offener Standard zur hardwarebeschleunigten Darstellung von 2D- und 3D-Grafiken ohne zusätzliche Plugins.

### … zu Flash als Videoplattform
Zum Flash Player als Videoplayer-Plattform gibt es seit der Einführung des Video-Elements in HTML5 eine Alternative.
- ffdshow, freier DirectShow-Decoder und Encoder für Windows zur Wiedergabe diverser Video- und Audio-Formate